# Rivers of Babylon (filme)
Rivers of Babylon é um filme de drama eslovaco de 1998 dirigido e escrito por Vlado Balco. Foi selecionado como representante da Eslováquia à edição do Oscar 1999, organizada pela Academia de Artes e Ciências Cinematográficas.

## Elenco
- Andrej Hryc - Rácz
- Vladimír Hajdu - Video-Urban
- Diana Mórová - Silvia
- Barbora Kodetová - Lenka
- Miro Noga - Dula
- Lubo Gregor - Riaditel